# ポカラ
ポカラ(ネパール語：पोखरा)は、ネパール中部のガンダキ州の州都。また、カスキ郡の郡都でもある。

## 概要
2017年5月、ポカラは同じポカラ盆地東方のレクナートと合併、ポカラ・レクナート副首都圏が制定され、人口はカトマンズに次ぐ国内2位。2011年の人口は26万4991人。
カトマンズから西に約200kmの、標高800m地帯に位置する。白く輝くアンナプルナ山群の峰々とペワ湖やベグナス湖など美しい湖とが織りなす風光明媚な街であり、ネパールのリゾート地、トレッキングの基地としても知られる。

## 地理
ポカラはポカラ渓谷の北西地区にあり、ペワ湖に面している。山あいの高地に囲まれているため年間約4000mm前後という国内最大の降水量が特徴だが、年間を通じ穏やかで温暖な気候である。市内からは晴れればダウラギリ、アンナプルナ、マナスルという標高8000m級のヒマラヤ連峰が一望できる。
一帯の9つの湖を含む湖沼群は2016年にラムサール条約登録地となった。
| ポカラ (1981-2010)の気候                            | ポカラ (1981-2010)の気候 | ポカラ (1981-2010)の気候 | ポカラ (1981-2010)の気候 | ポカラ (1981-2010)の気候 | ポカラ (1981-2010)の気候 | ポカラ (1981-2010)の気候 | ポカラ (1981-2010)の気候 | ポカラ (1981-2010)の気候 | ポカラ (1981-2010)の気候 | ポカラ (1981-2010)の気候 | ポカラ (1981-2010)の気候 | ポカラ (1981-2010)の気候 | ポカラ (1981-2010)の気候 |
| 月                                                  | 1月                      | 2月                      | 3月                      | 4月                      | 5月                      | 6月                      | 7月                      | 8月                      | 9月                      | 10月                     | 11月                     | 12月                     | 年                       |
| --------------------------------------------------- | ------------------------ | ------------------------ | ------------------------ | ------------------------ | ------------------------ | ------------------------ | ------------------------ | ------------------------ | ------------------------ | ------------------------ | ------------------------ | ------------------------ | ------------------------ |
| 平均最高気温 °C （°F）                              | 19.7 (67.5)              | 22.2 (72)                | 26.7 (80.1)              | 29.8 (85.6)              | 30.1 (86.2)              | 30.6 (87.1)              | 30.0 (86)                | 30.2 (86.4)              | 29.3 (84.7)              | 27.5 (81.5)              | 24.1 (75.4)              | 20.7 (69.3)              | 26.7 (80.1)              |
| 日平均気温 °C （°F）                                | 13.4 (56.1)              | 15.7 (60.3)              | 19.8 (67.6)              | 22.8 (73)                | 24.3 (75.7)              | 25.8 (78.4)              | 26.0 (78.8)              | 26.1 (79)                | 25.1 (77.2)              | 22.1 (71.8)              | 18.0 (64.4)              | 14.4 (57.9)              | 21.1 (70)                |
| 平均最低気温 °C （°F）                              | 7.1 (44.8)               | 9.2 (48.6)               | 12.8 (55)                | 15.7 (60.3)              | 18.4 (65.1)              | 20.9 (69.6)              | 22.0 (71.6)              | 22.0 (71.6)              | 20.8 (69.4)              | 16.7 (62.1)              | 11.9 (53.4)              | 8 (46)                   | 15.5 (59.9)              |
| 降水量 mm （inch）                                  | 23 (0.91)                | 35 (1.38)                | 60 (2.36)                | 128 (5.04)               | 359 (14.13)              | 669 (26.34)              | 940 (37.01)              | 866 (34.09)              | 641 (25.24)              | 140 (5.51)               | 18 (0.71)                | 22 (0.87)                | 3,901 (153.58)           |
| 出典：Sistema de Clasificación Bioclimática Mundial |                          |                          |                          |                          |                          |                          |                          |                          |                          |                          |                          |                          |                          |

## 対外関係

### 姉妹都市･友好都市
姉妹都市
- 駒ヶ根市（日本国 中部地方 長野県）
2001年（平成13年）4月18日 姉妹都市提携

## 教育

### 大学
- ポカラ大学（英語版）

## 交通

### 空港

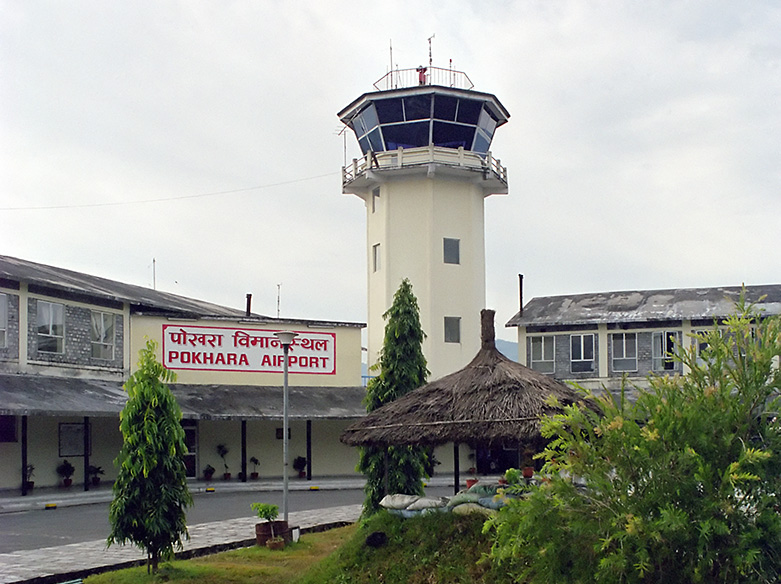
ポカラ空港

- ポカラ国際空港 (Pokhara International Airport) - 2023年1月開港
- ポカラ空港（Pokhara Airport）

カトマンズからの所要時間は約30分。空港から町中まではタクシーで約15分。200-300ルピー（2015年3月現在）。

### バス
- 路線バス(巡廻)。
- ツーリストバスは町の南にあるツーリスト・バスパークに到着する。
- 公共バスはバザールに近いシティ・バスパークへ到着する。
- タクシーはほとんどがインド製のスズキ車。

## 観光

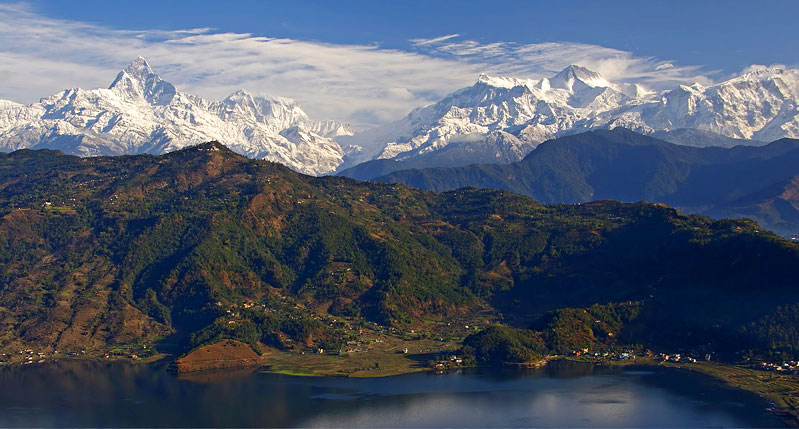
ポカラの街から見たアンナプルナ

ペワ湖を中心に広がる山間の街で、昔からリゾート地として開発された湖畔東岸に観光客が集まる。周辺は南東寄りの「レイクサイド」とその南で湖尻に近い「ダムサイド」と大きく2つのエリアに別れ、レイクサイド側には、大小さまざまなホテル、ゲストハウス、スーパーマーケット、土産店、各国料理のレストラン、トレッキング用品店、マッサージ店、ヨガ道場などが軒を連ねるにぎやかな一帯となっている。湖岸道路に沿ってダムサイドとの境界に駒ヶ根友好公園（コマガネストリート）があり、高級ホテルの多くは湖岸道路から離れた一帯に位置する。レイクサイドの対岸の丘陵に日本山妙法寺が位置する。

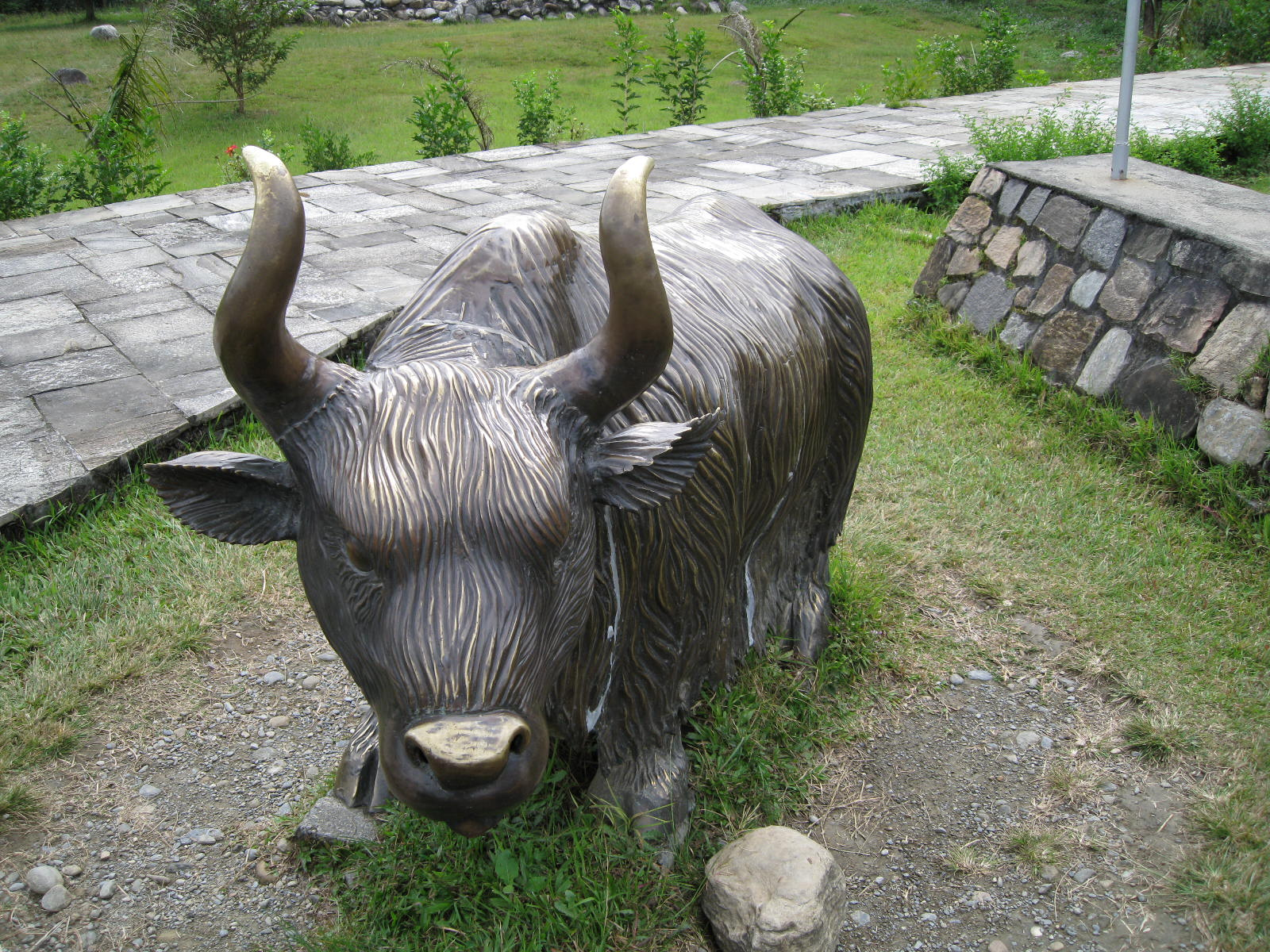
国際山岳博物館のヤクの彫像

ペワ湖の幅が狭くなるダムサイド側は山々の眺望がよく、閑静な住宅地が広がる。観光名所は多くはなく、ペワ湖とタシリンチベット村、パタレチャンゴ（デヴィの滝）のほか、ペワ湖中央に浮かぶ小さな島にはヒンドゥー教の女神に捧げられ仏教とも参詣するタル・バラヒ寺院があり、登山に関心がある向きにはネパールの登山史をまとめた国際山岳博物館がある。市の中心部の古いバザール（オールドタウン）には今でもネワール様式の商店や倉庫が軒を連ねており、ムスタン方面からのラバのキャラバンが今でも訪れる。
市内南部からはヒマラヤ山脈の山並みが望める。風光明媚な景観を求めて、首都カトマンズの喧噪を逃れて訪れるバックパッカーや観光客が多い。またヒマラヤ（アンナプルナ）方面へのトレッキングの出発地でもあり、ダンプス、サランコットなど2時間ほどで手軽に登れる目的地に人気がある。観光客の集まるレイクサイドには多くの土産物店、ホテル、レストラン、旅行会社が軒を連ねにぎやかである。近年、中国人の観光客が増えるにつれ、中国語で表示される看板も目につく。湖には貸ボートがあり、湖面からヒマラヤ山脈が一望できる。ペワ湖には新たなアクティビティも登場し、ペダルを漕いで移動する2人乗りウォーターサイクル（ウォーターバイク）や、「SUP」（スタンドアップパドルボード）といってインストラクターの指導を受けながらサーフボードに立ちパドルで湖面を移動する活動にも参加できる。
ダムサイドではトレッキング客は再入国許可証を申請するため入国管理局事務所に出向くほか、アンナプルナ保護区へ入るには、入域許可証（ACAP）をACAPオフィスで申請する必要がある。

ポカラの風景
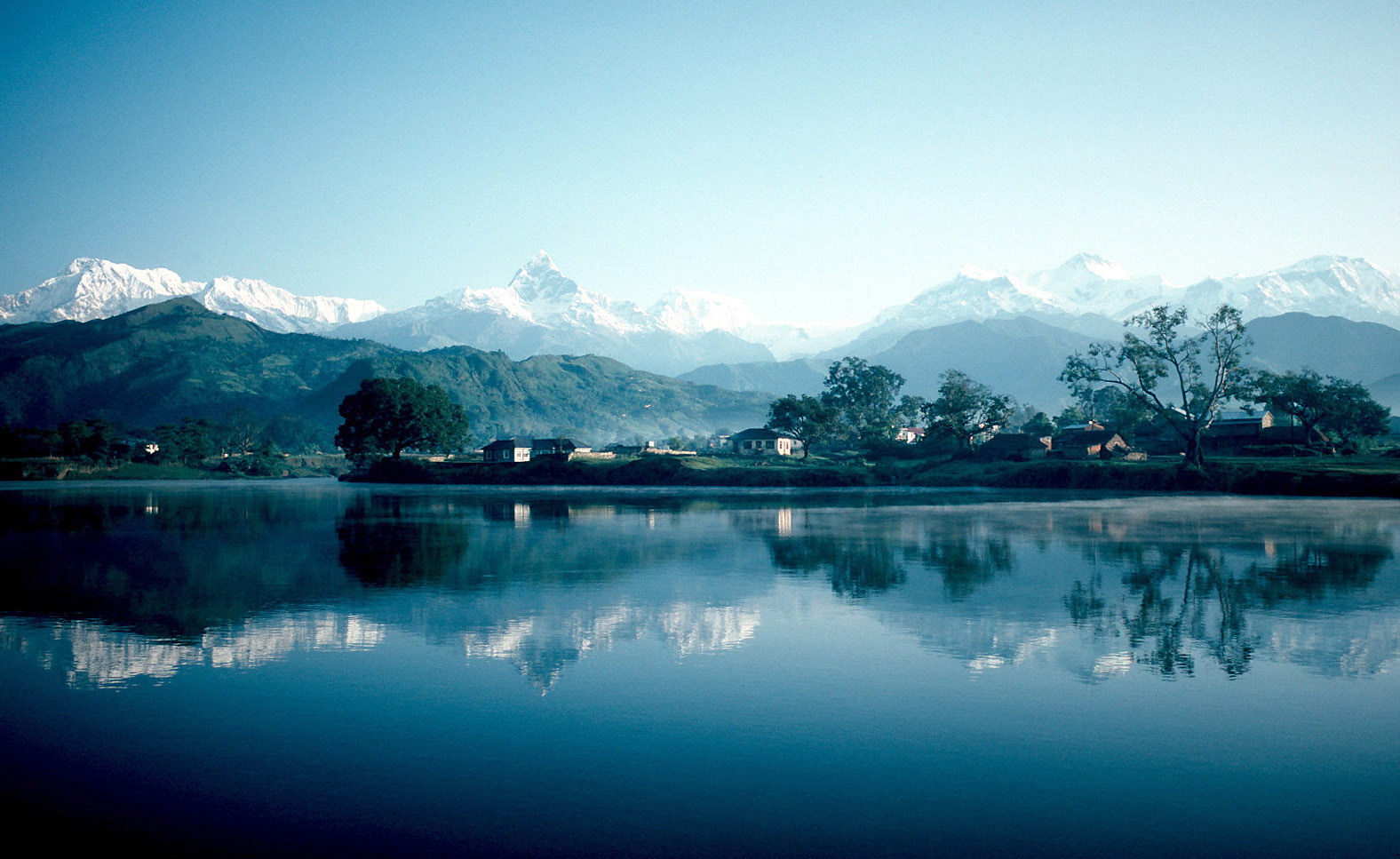
ペワ湖畔の遠景（1982年）
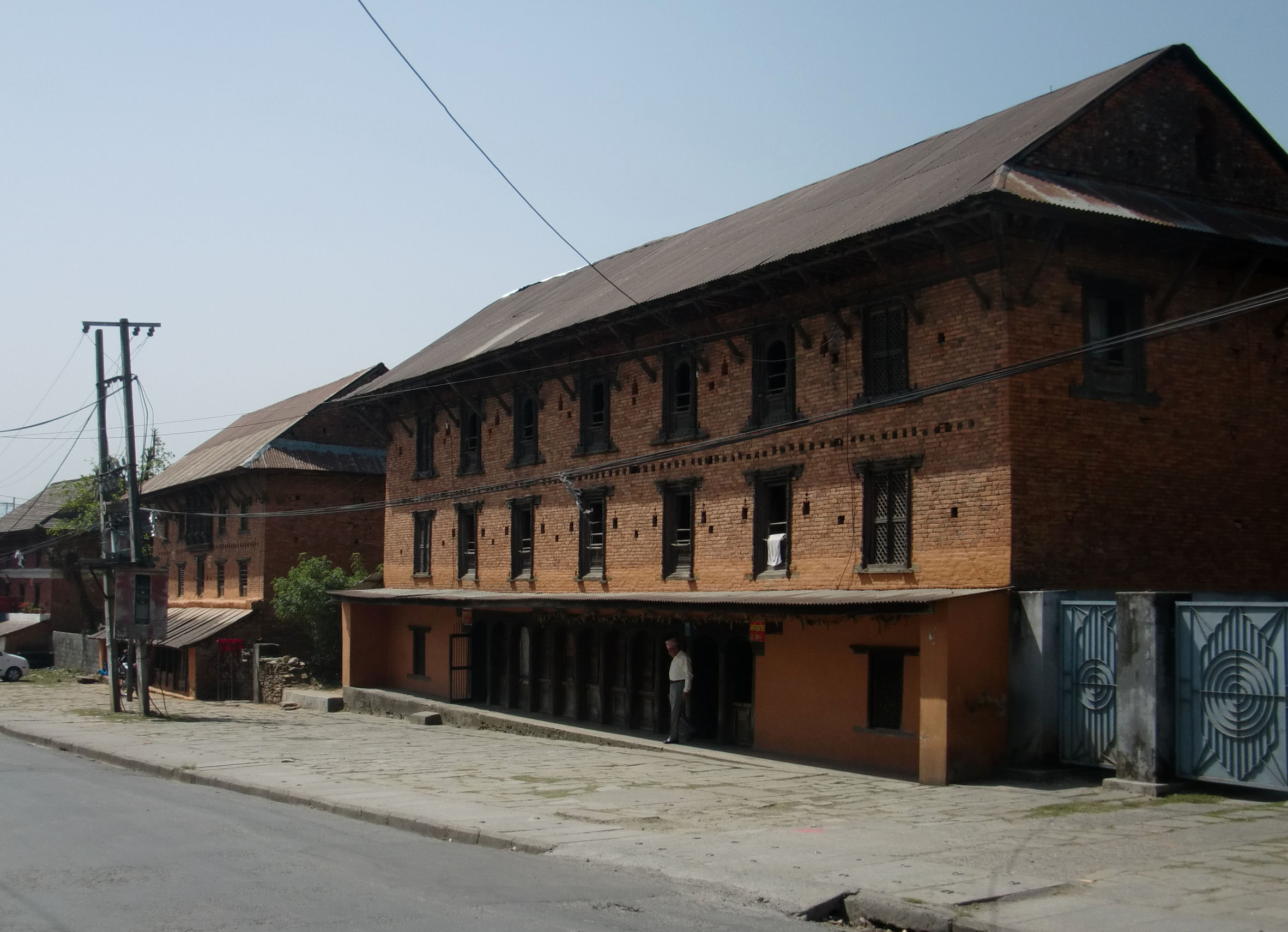
プルノバザール
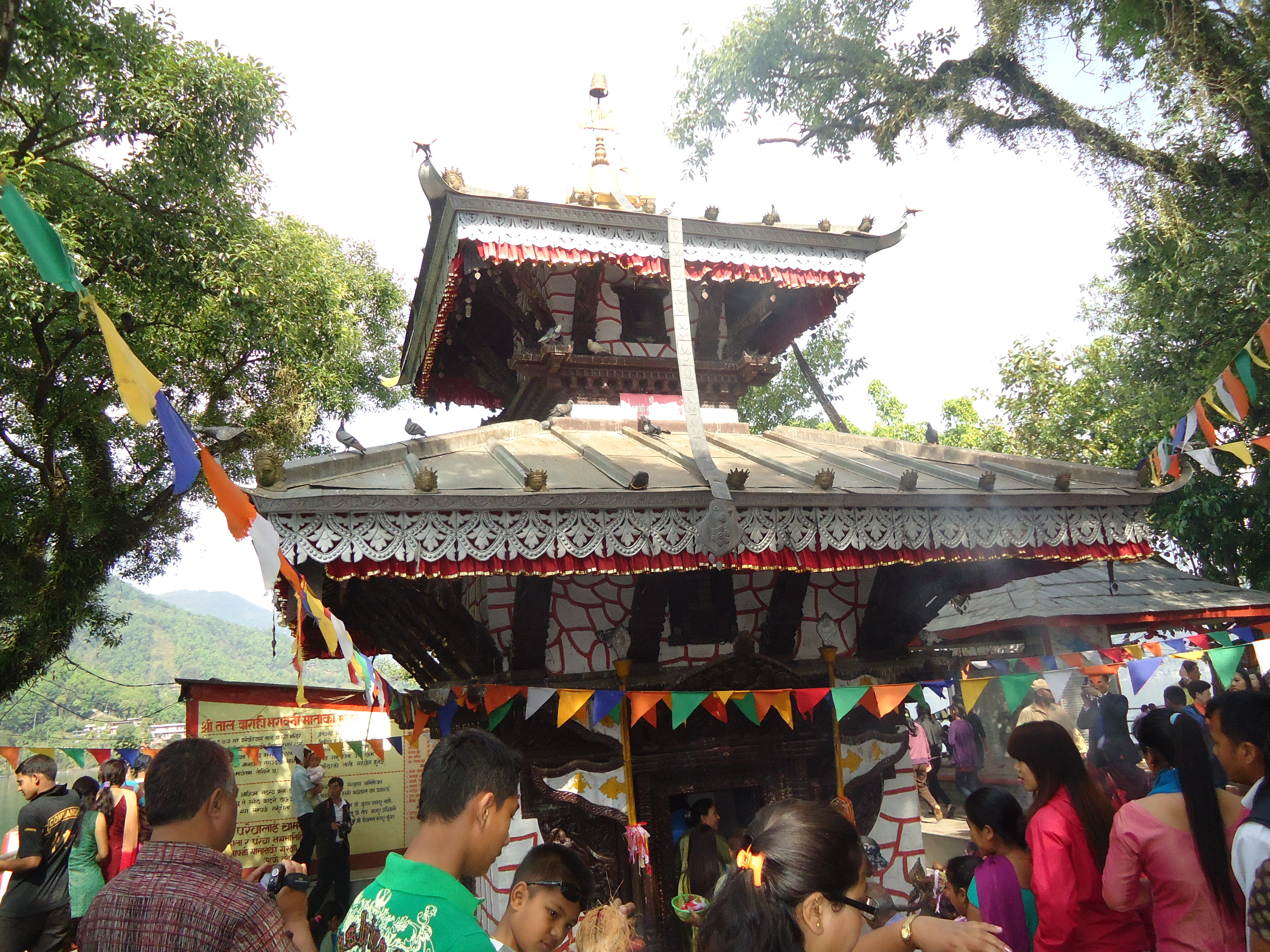
タル・バラヒ寺院
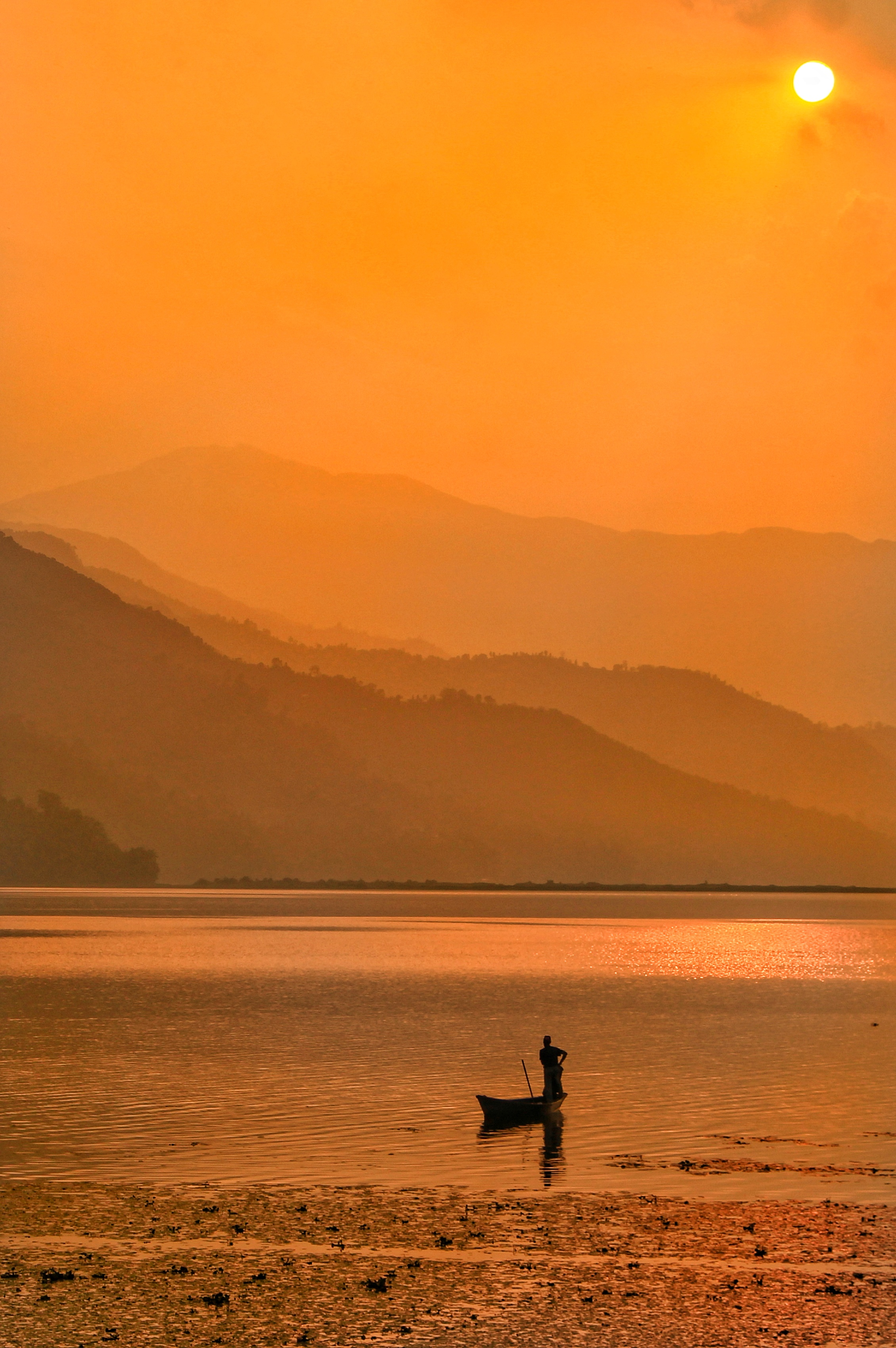
夕暮れ時のペワ湖を進むSUP
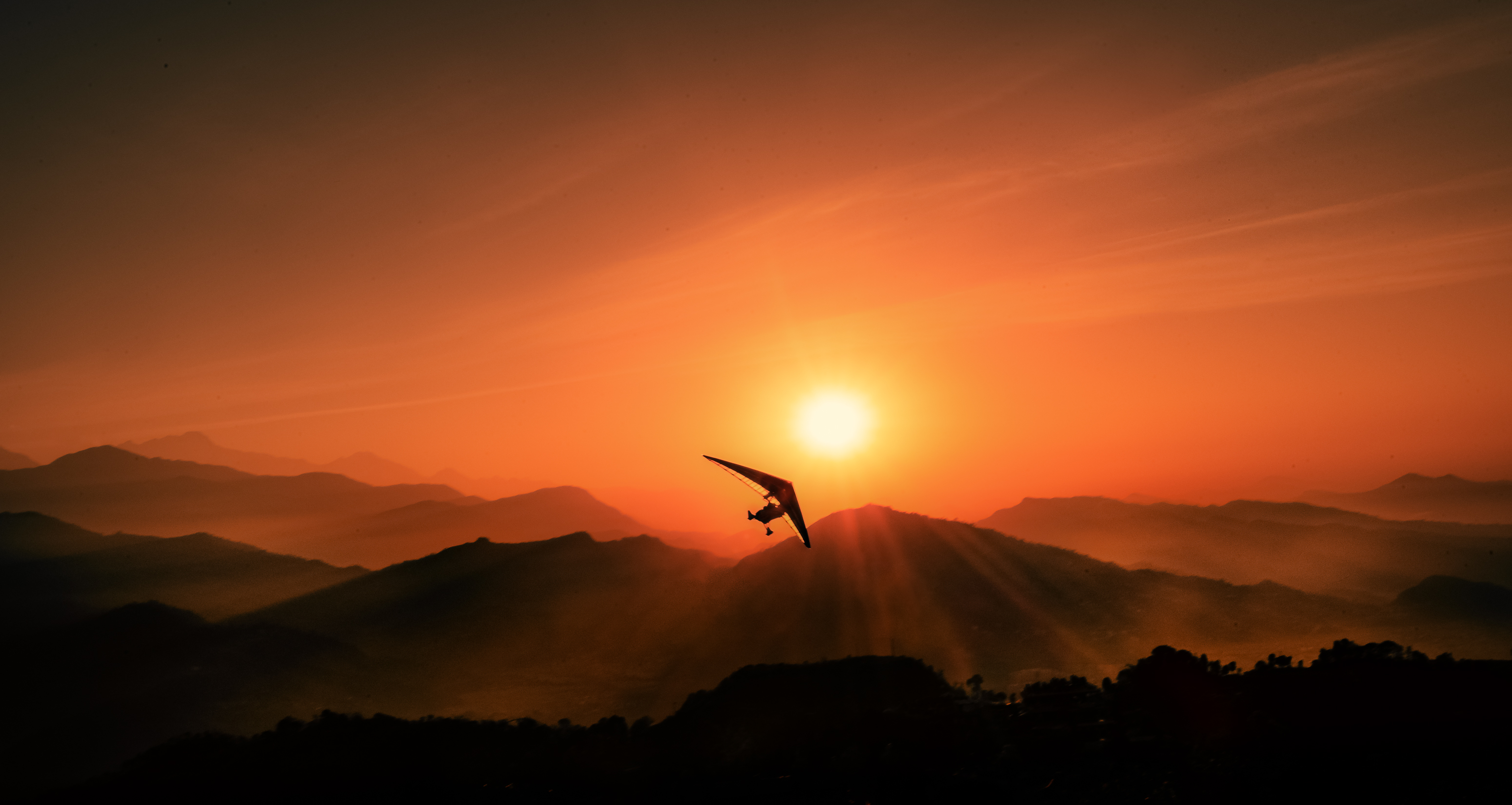
アンナプルナ保護区（英語）の方角を望む（サランゴット）